# Gabriel Luna
 (octobre 2019).
Si vous disposez d'ouvrages ou d'articles de référence ou si vous connaissez des sites web de qualité traitant du thème abordé ici, merci de compléter l'article en donnant les références utiles à sa vérifiabilité et en les liant à la section « Notes et références ».
Gabriel Isaac Luna, né le 5 décembre 1982 à Austin, est un acteur américain d'origine mexicaine. Il est connu pour son rôle de Robbie Reyes / Ghost Rider dans la série de superhéros d'action Marvel : Les Agents du SHIELD. Il joue notamment le rôle du Terminator Rev-9 dans Terminator: Dark Fate.

## Biographie
Gabriel Luna est né à Austin, (Texas), de Deborah Ann et Gabriel Lopez Luna (1962-1982), tous les deux d'origine mexicaine. Peu de temps avant sa naissance, son père décède tragiquement à l’âge de 20 ans. Il est élevé par sa mère et grandit à Austin. Gabriel Luna a étudié à St. Edward's University, où il a fait ses débuts sur scène dans le rôle de Roméo Montague dans une production de Roméo et Juliette de William Shakespeare. Luna a obtenu son diplôme de St. Edward's University en 2005.
En 2022, il retrouve Arnold Schwarzenegger après Terminator : Dark Fate dans la série Fubar de Netflix.

## Filmographie

### Cinéma
- 2005 : Fall to Grace : Kristofer Rostropovich
- 2010 : Dance with the One : Nate Hitchins
- 2011 : Bernie : Kevin
- 2012 : Spring Eddy : Eddy
- 2014 : Balls Out : Vinnie
- 2015 : Free Love : Detective Quesada
- 2015 : Gravy : Hector
- 2016 : Transpecos : Lance Flores
- 2019 : Hala : Mr. Lawrence
- 2019 : Terminator: Dark Fate de Tim Miller : le Terminator Rev-9

### Télévision
- 2008 : Prison Break : Eduardo (saison 3, épisode 10 : Régner ou mourir)
- 2010 : Temple Grandin : un étudiant
- 2013 : Touch : Ted (saison 2, épisode 7 : La Peur)
- 2013 : NCIS : Los Angeles : étudiant en géologie (saison 4, épisode 24 : Descente aux enfers)
- 2014 : Matador : Tony « Matador » Bravo (13 épisodes)
- 2015 : True Detective : Miguel Gilb (3 épisodes)
- 2015 : Wicked City : détective Paco Contreras (8 épisodes)
- 2016 : Harley and the Davidsons : Eddie Hasha (saison 1, épisode 1 : Amazing Machine)
- 2016-2017 : Marvel : Les Agents du SHIELD : Robbie Reyes / Ghost Rider
- 2016 : Rosewood : Eddie Lunez (saison 2, épisode 3 : Travailler au corps)
- 2017 : Patti and Marina : Le gars à la guitare (saison 1, épisode 5 : Dating)
- 2023 : The Last of Us : Tommy Miller (saison 1, épisode 1 et 6)
- 2023 : FUBAR : Boro